# 泸水箭竹
泸水箭竹（学名：Fargesia lushuiensis）为禾本科箭竹属下的一个种。

## 扩展阅读
- 維基物種上的相關：泸水箭竹